# Якубовский, Владимир Викторович
Влади́мир Ви́кторович Якубо́вский (род. 4 марта 1952, Иркутск) — сенатор Совета Федерации Федерального Собрания Российской Федерации с 2009 по 2012 годы, мэр Иркутска с 1997 по 2009 годы.

## Биография
Владимир Викторович Якубовский родился 4 марта 1952 года в Иркутске.
Окончил инженерно-экономический факультет горной промышленности и строительства Иркутского института народного хозяйства по специальности «Экономика и организация строительства».
В 1974 году начал трудовую деятельность мастером строительно-монтажного управления (СМУ) «Академстроя» треста «Иркутскпромстрой», прошёл путь от мастера до начальника строительно-монтажного управления треста.
В 1985 году окончил факультет организаторов строительного производства Московского ордена Трудового Красного Знамени института управления им. Серго Орджоникидзе (МИУ).
В 1985 году был избран депутатом Иркутского городского Совета депутатов трудящихся.
В последующие годы работал заместителем председателя исполкома Иркутского городского Совета народных депутатов по вопросам строительства, первым заместителем главы администрации Иркутска. Стоял у истоков создания, а в 1994 году и возглавил городское отделение Управления федерального казначейства Минфина России. В 1997 году был назначен вице-мэром Иркутска.
В ноябре 1997 года избран мэром Иркутска и депутатом Законодательного собрания Иркутской области. В 2000 году повторно избран депутатом, а в 2001 году — мэром города. 9 октября 2005 года был избран мэром Иркутска на третий срок.
9 октября 2009 года указом губернатора Иркутской области назначен членом Совета Федерации от исполнительной власти Иркутской области. 30 октября в связи с назначением ушёл в отставку с поста мэра Иркутска.
30 октября 2012 года сложил полномочия члена Совета Федерации.
Являлся секретарем Иркутского регионального отделения партии «Единая Россия», вице-президентом Ассоциации Сибирских и Дальневосточных Городов (АСДГ), членом правления Союза Российских городов, членом Президиума Муниципальной Академии Российской Федерации, где является действительным членом Академии (академиком). С июня 2002 года по ноябрь 2005 год возглавлял Ассоциацию муниципальных образований Иркутской области. С 2007 года — член Всемирного совета от Евроазиатского регионального отделения «Объединённые города и местные власти».

## Семья
Жена — Якубовская Лариса Ароновна. В семье трое детей — две дочери, сын Александр — депутат Государственной думы VII и VIII созыва. Пять внучек.

## Награды и звания
Награждён орденом Дружбы, медалями «За заслуги в проведении Всероссийской переписи населения», «За заслуги в проведении Всероссийской сельскохозяйственной переписи 2006 года», орденом «Русской Православной Церкви Святого благоверного князя Даниила Московского» III степени, медалью «За вклад в наследие народов России», золотым знаком «Лучший менеджер России». Победитель Российского конкурса «Менеджер года в государственном управлении — 2007». Присвоено почётное звание «Заслуженный строитель Российской Федерации». Имеет благодарственное письмо президента РФ. Награждён Почётной грамотой Совета Федерации.
Удостоен званий Почётный гражданин Иркутской области, Почётный гражданин города Иркутска, Почётный гражданин города Шэньян (КНР), Почётный гражданин города Канадзава (Япония).
22 февраля 2019 года награждён Орденом Полярной звезды (Монголия).